# Stiftung für Umwelterziehung
Die Stiftung für Umwelterziehung (englisch Foundation for Environmental Education, kurz FEE) ist eine 1981 gegründete Nichtregierungsorganisation, deren Ziel es ist, den Umweltschutz nachhaltig durch Umweltbildung zu stärken.
Die FEE ist international tätig und fungiert als Dachorganisation, die jeweils eine Mitgliedsorganisation in jedem Mitgliedsland unterstützt. Die nationalen Organisationen setzen die Programme der FEE durch und werden von der Dachorganisation unterstützt. Die FEE ist in 77 Ländern weltweit tätig. Die deutsche Mitgliedsorganisation ist die Deutsche Gesellschaft für Umwelterziehung (DGU) in Sternberg, in der Schweiz ist es die Association J’aime ma Planète in Genf; Österreich ist nicht vertreten.

## Programme der Fee

### Blaue Flagge (Blue Flag)
Die Blaue Flagge ist ein Gütesiegel, das jährlich an Strände und Häfen verliehen wird. Es werden bei der Verleihung u. a. Kriterien wie die Wasserqualität, das Umweltmanagement, die Sicherheit beachtet.

### Öko-Schule (Eco-Schools)
Die Auszeichnung Öko-Schule (Eco-School) erhalten Schulen, die besondere Anforderungen an die Umwelterziehung und umweltgerechtes Verhalten erfüllen.
Siehe auch: Umweltschule in Europa (Deutschland)

### Junge Reporter für die Umwelt (Young Reporters for the Environment)
Das Programm wendet sich an Schulen.

### Lernen im Wald (Learning About Forests)
Das Programm soll Lehrer dabei unterstützen, Wälder zu Unterrichtszwecken verstärkt einzusetzen. Den Schülern soll durch den direkten Kontakt mit der Natur der Umweltschutzgedanke nahegebracht werden.

### Der Grüne Schlüssel (Green Key)

Green Key Umweltzeichen

Der Grüne Schlüssel ist ein Zertifizierungsprogramm und Umweltzeichen für Tourismusbetriebe wie Hotels und Zeltplätze. Es handelt sich um einen Katalog von Grundkriterien, die landesspezifisch ausgefüllt und angepasst werden. Dazu gehören Kriterien unter anderem aus den Bereichen Umweltmanagement, Wasser und Energie, Abfallmanagement oder Angebote an Naturaktivitäten. Das Umweltzeichen erhält eine landesspezifische Bezeichnung, zum Beispiel englisch The Green Key oder französisch La Clef Verte. Seit Mai 2012 gibt es auch in Deutschland zertifizierte Betriebe.

## Nationales
- In Deutschland wird die Fee durch die Deutsche Gesellschaft für Umwelterziehung e. V. vertreten.